# Nazionale femminile di pallacanestro dell'Inghilterra
La nazionale di pallacanestro femminile dell'Inghilterra, è la selezione delle migliori giocatrici di pallacanestro di nazionalità inglese, rappresenta l'Inghilterra nelle competizioni internazionali di pallacanestro gestite dalla FIBA, ed è gestita dalla England Basketball.

## Storia

### Nazionale inglese (1948-2005)
Niente gloria per il team inglese, il quale, considerato di "terza fascia", dato lo scarso appeal della pallacanestro nel Paese, e la scarsa considerazione che la pallacanestro britannica. Non ha mai partecipato a Mondiali ed Olimpiadi.

### Nazionale britannica (dal 2005)
Dal 2005 il team inglese è inattivo a livello di Nazionale maggiore ed Under 20, in quanto sempre con Scozia e Galles, è stato costituito il team unificato della Gran Bretagna, con l'obiettivo di mettere in campo una squadra competitiva in grado di vincere medaglie ai giochi olimpici estivi Londra 2012.

La nazionale inglese continua a sventolare i propri vessilli solamente a livello giovanile, nelle categorie Under 18 e Under 16.

## Piazzamenti

### Campionati europei
- 1980 - 14°

### Europei
Campionato europeo femminile di pallacanestro 19804 Turnbull, 5 Dearlove, 6 Watson, 7 Dickins, 8 Gollogly, 9 Curtis, 10 Ford, 11 Booker, 12 Underwood, 13 Birch, 14 Andrew, 15 Millen,        All. -

### Giochi del Commonwealth
Pallacanestro ai XXI Giochi del Commonwealth - Torneo femminile1 Emanuel-Carr, 3 Fong Lyew Quee, 4 Prior, 6 Collins, 7 Vanderwal, 8 Jones, 9 Shaw, 10 Simpson, 11 Campbell, 12 Pressley, 13 Stewart, 20 Allen,        All. Chema Buceta